# Byrrhus focarilei
Byrrhus focarilei là một loài bọ cánh cứng trong họ Byrrhidae. Loài này được Fabbri & Puetz miêu tả khoa học năm 1997.